# David Steckel
Pour les articles homonymes, voir Steckel.

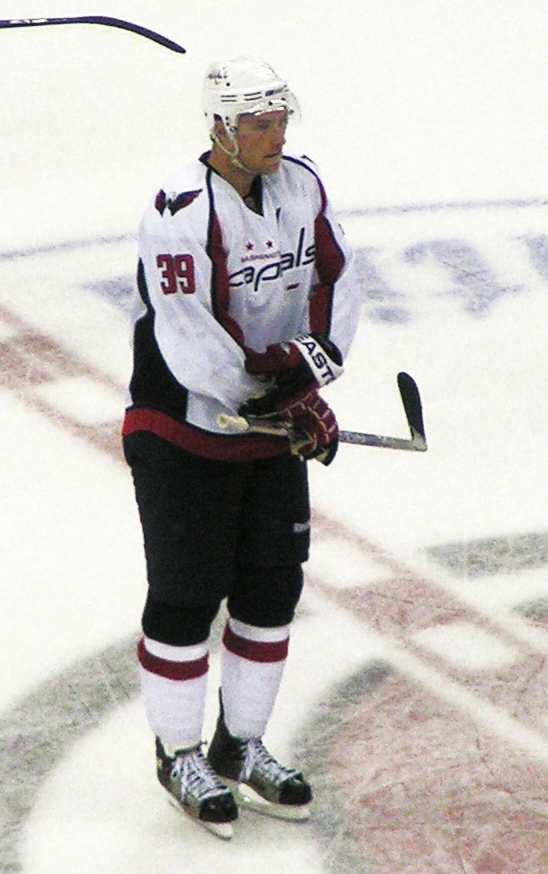
Steckel avec les Capitals de Washington.

David Steckel (né le 15 mars 1982 à West Bend, dans l'État du Wisconsin aux États-Unis) est un joueur professionnel de hockey sur glace évoluant au poste de centre.

## Carrière
Après deux saisons passé avec le programme de développement des États-Unis, David Steckell rejoint en 2000 les Buckeyes d'Ohio State, équipe évoluant dans la Central Collegiate Hockey Association, division de la NCAA. Il est réclamé l'année suivante au premier tour du repêchage par les Kings de Los Angeles.
Steckell devient joueur professionnel en 2004 en rejoignant le club affilié aux Kings dans la Ligue américaine de hockey, les Monarchs de Manchester. Il ne reste toutefois que durant une saison avec l'organisation des Kings, acceptant un contrat en tant qu'agent libre à l'été 2005 avec les Capitals de Washington. Partageant ses deux premières saisons entre les Caps et leur club affilié, les Bears de Hershey, il remporte avec ces derniers la Coupe Calder en 2006. Le 28 février 2011, il est échangé aux Devils du New Jersey en retour de Jason Arnott.
Après une saison passée sous les couleurs des Maple Leafs de Toronto, Steckel rejoint l'organisation des Ducks d'Anaheim.
Au niveau international, il représente la formation des États-Unis lors des championnats junior de 2001 et de 2002.

## Statistiques

### En club
| Saison     | Équipe                 | Ligue      |     | Saison régulière | Saison régulière | Saison régulière | Saison régulière | Saison régulière |    | Séries éliminatoires | Séries éliminatoires | Séries éliminatoires | Séries éliminatoires | Séries éliminatoires |
| Saison     | Équipe                 | Ligue      | PJ  | B                | A                | Pts              | Pun              | PJ               | B  | A                    | Pts                  | Pun                  |                      |                      |
| 2000-2001  | Buckeyes d'Ohio State  | CCHA       | 33  | 17               | 18               | 35               | 80               |                  |    |                      |                      |                      |                      |                      |
| 2001-2002  | Buckeyes d'Ohio State  | CCHA       | 36  | 6                | 16               | 22               | 75               |                  |    |                      |                      |                      |                      |                      |
| 2002-2003  | Buckeyes d'Ohio State  | CCHA       | 36  | 10               | 8                | 18               | 50               |                  |    |                      |                      |                      |                      |                      |
| 2003-2004  | Buckeyes d'Ohio State  | CCHA       | 41  | 17               | 13               | 30               | 44               |                  |    |                      |                      |                      |                      |                      |
| 2004-2005  | Monarchs de Manchester | LAH        | 63  | 10               | 7                | 17               | 26               | 6                | 1  | 1                    | 2                    | 4                    |                      |                      |
| 2004-2005  | Royals de Reading      | ECHL       | 9   | 3                | 6                | 9                | 2                |                  |    |                      |                      |                      |                      |                      |
| 2005-2006  | Capitals de Washington | LNH        | 7   | 0                | 0                | 0                | 0                |                  |    |                      |                      |                      |                      |                      |
| 2005-2006  | Bears de Hershey       | LAH        | 74  | 14               | 20               | 34               | 58               | 21               | 10 | 5                    | 15                   | 20                   |                      |                      |
| 2006-2007  | Capitals de Washington | LNH        | 5   | 0                | 0                | 0                | 2                |                  |    |                      |                      |                      |                      |                      |
| 2006-2007  | Bears de Hershey       | LAH        | 71  | 30               | 31               | 61               | 46               | 19               | 6  | 9                    | 15                   | 16                   |                      |                      |
| 2007-2008  | Capitals de Washington | LNH        | 67  | 5                | 7                | 12               | 34               | 7                | 1  | 1                    | 2                    | 4                    |                      |                      |
| 2008-2009  | Capitals de Washington | LNH        | 76  | 8                | 11               | 19               | 34               | 14               | 3  | 2                    | 5                    | 4                    |                      |                      |
| 2009-2010  | Capitals de Washington | LNH        | 79  | 5                | 11               | 16               | 19               | 3                | 0  | 0                    | 0                    | 0                    |                      |                      |
| 2010-2011  | Capitals de Washington | LNH        | 57  | 5                | 6                | 11               | 24               |                  |    |                      |                      |                      |                      |                      |
| 2010-2011  | Devils du New Jersey   | LNH        | 18  | 1                | 0                | 1                | 2                |                  |    |                      |                      |                      |                      |                      |
| 2011-2012  | Maple Leafs de Toronto | LNH        | 76  | 8                | 5                | 13               | 10               |                  |    |                      |                      |                      |                      |                      |
| 2012-2013  | Maple Leafs de Toronto | LNH        | 13  | 0                | 1                | 1                | 0                |                  |    |                      |                      |                      |                      |                      |
| 2012-2013  | Ducks d'Anaheim        | LNH        | 21  | 1                | 5                | 6                | 4                | 7                | 1  | 1                    | 2                    | 0                    |                      |                      |
| 2013-2014  | Wild de l'Iowa         | LAH        | 4   | 1                | 1                | 2                | 4                | -                | -  | -                    | -                    | -                    |                      |                      |
| 2013-2014  | Admirals de Norfolk    | LAH        | 61  | 9                | 16               | 25               | 38               | 10               | 1  | 3                    | 4                    | 4                    |                      |                      |
| 2013-2014  | Ducks d'Anaheim        | LAH        | 6   | 0                | 0                | 0                | 0                | -                | -  | -                    | -                    | -                    |                      |                      |
| 2014-2015  | Admirals de Norfolk    | LAH        | 76  | 7                | 16               | 23               | 53               | -                | -  | -                    | -                    | -                    |                      |                      |
| 2015-2016  | Nurnberg Ice Tigers    | DEL        | 52  | 19               | 11               | 30               | 82               | 12               | 3  | 2                    | 5                    | 24                   |                      |                      |
| 2016-2017  | Nurnberg Ice Tigers    | DEL        | 51  | 14               | 20               | 34               | 38               | 13               | 1  | 7                    | 8                    | 18                   |                      |                      |
| 2017-2018  | Nurnberg Ice Tigers    | DEL        | 43  | 10               | 17               | 27               | 20               | 12               | 1  | 6                    | 7                    | 37                   |                      |                      |
| Totaux LNH | Totaux LNH             | Totaux LNH | 419 | 33               | 46               | 79               | 129              | 31               | 5  | 4                    | 9                    | 8                    |                      |                      |

### Statistiques en équipe nationale
| Année | Équipe     | Événement                   |   | PJ | B | A | Pts | Pun | +/-      |  | Résultat |
| 2001  | États-Unis | Championnat du monde junior | 7 | 0  | 1 | 1 | 6   | +4  | 4e place |  |          |
| 2002  | États-Unis | Championnat du monde junior | 7 | 0  | 1 | 1 | 4   | +1  | 5e place |  |          |

## Honneurs et trophées
- Nommé dans l'équipe des recrues de la Central Collegiate Hockey Association en 2001.

## Transactions en carrière
- Repêchage 2001; repêché par les Kings de Los Angeles (2e choix de l'équipe, 30e au total).
- 25 août 2005; signe à titre d'agent libre avec les Capitals de Washington.
- 28 février 2011; échangé par les Capitals avec un choix de deuxième ronde au repêchage de 2011 aux Devils du New Jersey en retour de Jason Arnott.
- 10 mai 2011; échangé par les Devils aux Maple Leafs de Toronto en retour du choix de quatrième ronde des Devils au repêchage de 2012.
- 15 mars 2013; échangé par les Maple Leafs aux Ducks d'Anaheim en retour des droits sur Ryan Lasch et du choix de septième ronde des Ducks au repêchage de 2013.